# بروس ستار
بروس ستار هو سياسي أمريكي، ولد في 12 يناير 1969 في بورتلاند في الولايات المتحدة. نشط حزبياً في الحزب الجمهوري. وقد انتخب عضو مجلس ولاية أوريغون ‏ وانتخب عضو مجلس نواب أوريغون ‏.